# التناقض الكامل للنوع

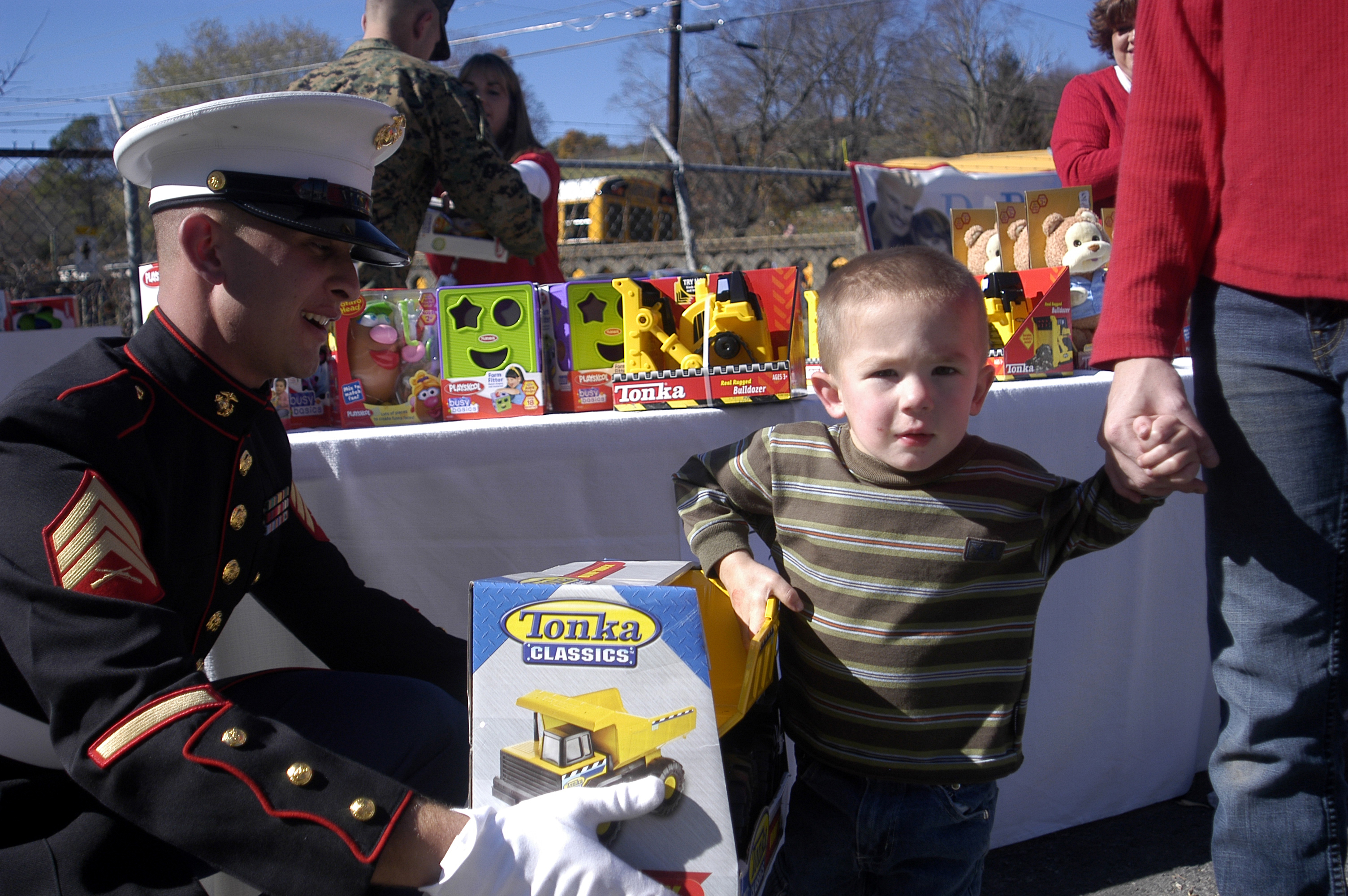

إن التناقض الكامل للنوع (بالإنجليزية: Gender polarization) هو مصطلح في علم الاجتماع، وقد تم وضع هذا المصطلح بواسطة الطبيبة النفسية الأمركية ساندرا بيم والتي نصت أن المجتمعات تميل إلى وضع تعريفات تخص الذكورة والأنوثة مستندةً على التناقض بين النوعين. مثالًا على ذلك أن السلوكيات والتصرفات المقبولة بالنسبة للذكور لا تراها المجتمعات مناسبة للإناث والعكس صحيح أيضًا.
وتعد هذه النظرية عبارة عن امتداد التمييز الجنسي والنوعي والتابعة لعلم الاجتماع أيضًا، والتي تشير إلى أنه مصطلح الجنس يعبر عن الفروق البيولوجية بين الرجال والناس، بينما مصطلح النوع يعبر عن الفروق الثقافية بين النوعين. ومن ذلك يصف مصطلح النوع العناصر الآتية: الأدوار المبنية على أساس اجتماعي، التصرفات، الأنشطة، والصفات الشخصية المعتمدة من قبل المجتمع، والتي يعتبرها كل مجتمع بذاته مناسبة للنوع سواء من الذكور أو الإناث.
طبقًا لما ذكرته ساندرا بيم فإن مصطلح التناقض الكامل بين الانواع ظهر عندما قامت المجتمعات بزيادة الفجوة على أساس الفروق الطبيعية الموجودة بين الجنسين مثل أن النساء يمتلكن شعرًا أقل من الرجال وبينما الرجال يمتلكون عضلات جسدية أكبر حجمًأ من الإناث، ولكن هذه الفروق الطبيعية يتم تعظيمها مجتمعيًأ عندما يجبر النساء على إزالة الشعر من مناطق الوجه والارجل والإبط ويندفع الرجال إلى تمرينات القوى العضلية لتضخيم الكتل العضلية الموجودة لديهم.
وتضيف ساندرا أنه يتزايد التناقض التام بين النوعين عندما تضيف المجتمعات الثقافية فروقًا من العدم لزيادة هذه الفجوة بين النوعين أكثر من كونها طبيعية، ربما يدخل في نطاق ذلك تخصيص قصات شعر معنية بالرجال أو النساء فقط والتي يجعلها مميزة للنوع وربما تخصيص تصميمات ملابس منفصلة للنوعين.
وطبقًا لهذه النظرية فإنه عند زيادة هذه الفجوة أكثر بين النوعين ينعدم التداخل فيما بينهما ولا يوجد تصرفات وصفات مشتركة ويتم التشارك فيها بين الرجال والنساء، وبذلك يتعدى كونه مجرد وضع فروق للتمييز بين النوعين.
وتزعم ساندرا أن هذه الفروق أصبحت تحيط بكل شئ في حياتنا حتى تخللت في جميع أوجه الوجود الإنساني فلم تعد تقتصر فقط على قصات الشعر والملابس بل امتدت لتشمل التأثير على قدرة الرجال والنساء على التعبير عن مشاعرهم وكذلك رغباتهم الجنسية.
وتقول ساندرا «الفروق المزعومة بين الذكر والانثى أصبحت مفروضة بشكل كبير على جميع أوجه حياتنا حتى أصبح هناك رابط ثقافي بين الجنس وتقريبًا كل أوجه التعبير الإنساني»
ترى ساندرا بيم أن التناقض الكامل بين النوعين هو حجر الاساس الذي قامت علي اساسه كثير من مؤسسات ومبادي المجتمع. ومثالا على ذلك، هناك أمور تم اعتمادها على أساس التناقض بين النوعين تحولت لقوانين، في المجتمع الغربي في الماضي القريب، منعت هذه الفروق النساء من حقوقهن في التصويت في الانتخابات، أو تقلد مناصب سياسية، أو الذهاب للمدارس، أو حتى حيازة ممتلكات خاصة، أو الخدمة في القوات المسلحة، وكذلك منعتها من التواجد في مهن معينة أو ممارسة بعض الرياضات.
مثال على ذلك أن دورة الألعاب الاوليمبية الأولى كانت التنافسات الرياضية فيها للرجال فقط دون مشاركة نسائية. وتم اعتبار ذلك مثالا صارخ لمصطلح التناقض الكامل بين الانواع، كما تم إضافة هذا المصطلح للنقد الادبي.
وطبقًا لسكوت كولتران ومايكل آدامز، فإن هذا التناقض يبدأ ترسيخه في الطفولة المبكرة عندما يتم نصح الفتيات إلى ضرورة تفضيل اللون الوردي على الازرق، بينما يتم تشجيع الاولاد على تفضيل لعب السيارات على اللعب بالعرائس. وبناءًأ على ذلك فإن التناقض بين النوع يتم تثبيته في عقلية الاطفل بكثير من الطرق المشابهة لذلك.
«يبدو أن الأطفال يتعلمون بالتوجيه المباشر من الكبار أو بمتابعة تصرفات الاهل ما يمكن لهم فعله وما هو محظور عليهم فعله وفقاً لنوعهم الاجتماعي» يقول كلا من اليزابيث ليندسي ووالتر زاكاهي.
تزعم أيضا ساندرا أن التناقض التام يحدد أنماط معينة وإجبارية بناءًا على كونك ذكر أو أنثى، وهذه الانماط من شأنها أن تؤثر تأثيرًا قويًا على تطور الفرد. ومثالا على ذلك فإن كان الفرد ذكراً فإنه سيكبر ويكون وجهات نظر محددة لما يحدث في العالم من حوله، بسلوكيات محددة يُنظر إليه من خلالها على أنه (ذكر)، ومن ثم يتعلم أن يلبس، وان يمشي بطريقة معينة، وحتى أن يفكر بأسلوب معين مقبول من المجتمع كتفكير ذكوري.
وبناءًا على ذلك فإن أي خروج عن مثل هذه الانماط يعد مشكلة، وربما يتم اعتباره تصرفًا غير أخلاقي من الأساس والذي ينافي العادات والأعراف الدينية وربما يتم اعتباره دليلًا لوجود خلل نفسي عند هذا الشخص.
وتضيف ساندرا أنه بسبب وجود هذا التناقض الإجباري تم الزام النساء قديمًأ وحصرها في بعض الادوار التي تعدها لها الأسرة في نطاق ضيق منغلق، بينما اعتبر الرجال هم الممثل الخارجي الدائم لهذه الاسرة في الشئون الخارجية.
وأيضًا إن المجتمعات وثاقافاتها تختلف اختلافًأ كبيرًا فيما بينما في الأدوار الخاصة بالذكور وتلك المخصصة للإناث، وبالتالي تختلف من مجتمع لآخر في السبل المناسبة للتعبير عن المشاعر طبقًا للنوع.